# Minuit, chrétiens

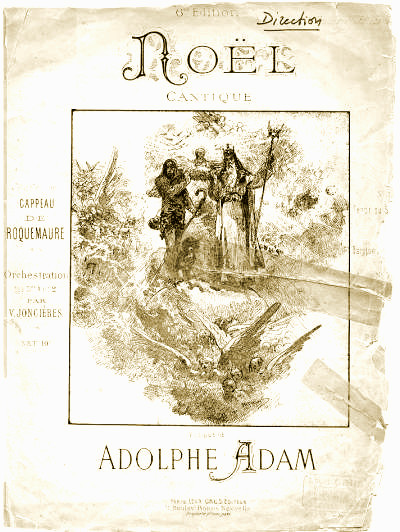
Minuit, Chrétiens

Minuit, chrétiens (Mitternacht, Christen,  in der Originalausgabe Minuit, chrétien) ist ein weltweit bekanntes Weihnachtslied. Der französische Originaltext stammt von Placide Cappeau, einem Gelegenheitsdichter, den der Ortspfarrer von Roquemaure, Eugène Nicolas, um ein Weihnachtsgedicht gebeten hatte. Die Musik komponierte Adolphe Adam 1847.
Das Lied ist in viele Sprachen übersetzt und für die unterschiedlichsten Ensembles bearbeitet worden. Verbreitet ist vor allem die englische Version O Holy Night von John Sullivan Dwight. Deutsche Übersetzungen bzw. freie Neutextierungen existieren unter anderem von Johannes Haas (1966), Manfred Paul (1972) und Dagmar Heizmann-Leucke (1996). In weihnachtlichen Konzerten gehört es als Solo- oder Chorstück mit kleiner oder großer Instrumentalbegleitung zu den Bravourstücken. Die berühmtesten Sänger und Chöre haben eigene Versionen aufgenommen, so schon Enrico Caruso 1912. Gern wird dabei die Steigerung vom innig-betrachtenden Beginn zu einem opernhaften Finale ausgekostet.

## Text und Übersetzung
| Minuit, chrétiens, c’est l’heure solennelle, Où l’Homme-Dieu descendit jusqu’à nous Pour effacer la tache originelle Et de Son Père arrêter le courroux. Le monde entier tressaille d’espérance En cette nuit qui lui donne un Sauveur. Peuple à genoux, attends ta délivrance. Noël, Noël, voici le Rédempteur !                          | Mitternacht, Christen, dies ist die feierliche Stunde, da der Gott-Mensch zu uns herabstieg, um den Makel der Erbsünde zu tilgen und den Zorn seines Vaters aufzuhalten. Die ganze Welt bebt vor Hoffnung in dieser Nacht, die ihr den Heiland schenkt. Volk, auf die Knie, erwarte deine Befreiung. Weihnacht, Weihnacht, hier ist der Erlöser!                 |
| De notre foi que la lumière ardente Nous guide tous au berceau de l’Enfant, Comme autrefois une étoile brillante Y conduisit les chefs de l’Orient. Le Roi des rois naît dans une humble crèche : Puissants du jour, fiers de votre grandeur, A votre orgueil, c’est de là que Dieu prêche. Courbez vos fronts devant le Rédempteur.       | Möge das glühende Licht unseres Glaubens uns alle zur Wiege des Kindes führen, wie damals ein strahlender Stern die Könige des Morgenlands dorthin führte. Der König der Könige wird in einer armseligen Krippe geboren: Ihr Mächtigen des Tages, stolz auf eure Größe, an euren Hochmut richtet sich, was Gott predigt. Neigt eure Stirnen vor dem Erlöser.     |
| Le Rédempteur a brisé toute entrave : La terre est libre, et le ciel est ouvert. Il voit un frère où n’était qu’un esclave, L’amour unit ceux qu’enchaînait le fer. Qui Lui dira notre reconnaissance, C’est pour nous tous qu’Il naît, qu’Il souffre et meurt. Peuple debout ! Chante ta délivrance, Noël, Noël, chantons le Rédempteur ! | Der Erlöser hat jede Fessel gesprengt: Die Erde ist frei, und der Himmel ist offen. Er sieht einen Bruder, wo nur ein Sklave war. Die Liebe vereint die, die das Eisen aneinander kettete. Wer sagt ihm unsere Dankbarkeit? Für uns alle ist er geboren, leidet und stirbt er. Auf, Volk! Besinge deine Befreiung! Weihnacht, Weihnacht, singen wir dem Erlöser! |